# Ризо (кардинал)
Ризо (Riso, также известный как Risus, Richo, Richus; ? — 1118) — католический церковный деятель XI—XII веков.

## Биография
На консистории 1088 года был провозглашён кардиналом-священником с титулом церкви Сан-Лоренцо-ин-Дамасо.
Принимал участие в соборе в Гвасталле в октябре 1106 года.
2 апреля 1112 года стал архиепископом Бари.